# Evroskepticizem
Evroskepticizem (včasih "EU-skepticizem") se nanaša na kritiko Evropske Unije (EU) in evropskih integracij. Vključuje tiste, ki nasprotujejo le nekaterim inštitucijam ali politikam EU (rahel evroskepticizem), pa tudi tiste, ki naprotujejo članstvu svoje države v EU v celoti (strogi evroskepticizem). Nasprotje evroskepticizma je proevropejstvo.
Stranke proti Evropski uniji v Sloveniji so Slovenska nacionalna stranka (SNS), Socialistična partija Slovenije in Resni.ca.